# Elitsa Todorova
Elitsa Todorova (bulgariska: Елица Тодорова), född 2 september 1977, är en bulgarisk artist som representerade Bulgarien i Eurovision Song Contest 2007 tillsammans med Stojan Yankoulov. Sex år senare, år 2013, representerade duon återigen Bulgarien i tävlingen.